# Варна (Русия)
Вижте пояснителната страница за други значения на Варна.
Ва́рна (на руски: Варна) е село и административен център на Варненски район в Челябинска област, Русия. Разположено е на 217 km южно от Челябинск, на брега на река Нижний Тогузак. Към 2010 г. населението на селото възлиза на 9869 души.

## История
Селото е основано през 1843 г. като военно селище в рамките на Оренбургската казакска войска. По заповед на Оренбургския военен губернатор във варненския отряд са преселени 431 души. Наименувано е в памет на превземането на Варненската крепост от руските войски по време на Руско-турската война от 1828 – 1829 г. На 4 ноември 1926 г. е образуван Варненски район, а гербът на селото е избран с конкурс през 2002 г.

## Население
| 2002 | 2010 |
| ---- | ---- |
| 9978 | 9869 |

## Икономика
В селото има комбинат за хлебни продукти, работещ от 1927 г. насам. Жп гара Тамерлан свързва селото с Южноуралската железница.

## Забележителности
Най-известният архитектурен паметник от републиканско значение, намиращ се на 2 km югоизточно от село Варна, на брега на заблатеното езеро Голямо Кесене, е Мавзолей „Кесене“. Построен е през XIV век и представлява мюсюлманско погребално съоръжение, където според легендата е погребана дъщерята на хан Тимур (нарича се още „Кулата на Тимур“).
В селото има и регионален музей.